# Метрополитен Гонолулу
Метрополитен Гонолулу либо Skyline — первая и единственная система лёгкого метро на Гавайских островах, расположена в округе Гонолулу (США). Первый участок линии лёгкого метрополитена длиной 17,4 км между станциями Ист‑Каполей и Стадион Алоха в центральной части Гонолулу был открыт 30 июня 2023 года. Было решено назвать метрополитен Skyline.
Планы по строительству линии общественного транспорта, соединяющей городской центр Гонолулу с окраинами, начались в 1960-х годах, но финансирование не было одобрено до 2005 года.
Более 20 лет дебаты о развитии железнодорожной системы Гонолулу были одним из главных вопросов местной политики, особенно во время избирательных кампаний мэра в 2008,  2012 и 2016 годах. Сторонники железнодорожной системы утверждают, что она облегчит усугубляющиеся дорожные заторы в городе, которые достигли одного из худших уровней в Соединённых Штатах. 

Проект финансируется за счёт местного налогового прироста и гранта в размере 1,55 миллиарда долларов от Федерального департамента транспорта (FTA). После значительного перерасхода средств в 2016 году налоговый сбор был продлён ещё на пять лет, что позволило построить линию только до Миддл-стрит в Калихе. FTA заявило, что его взнос зависит от завершения строительства маршрута до центра Ала Моана и не будет увеличен.

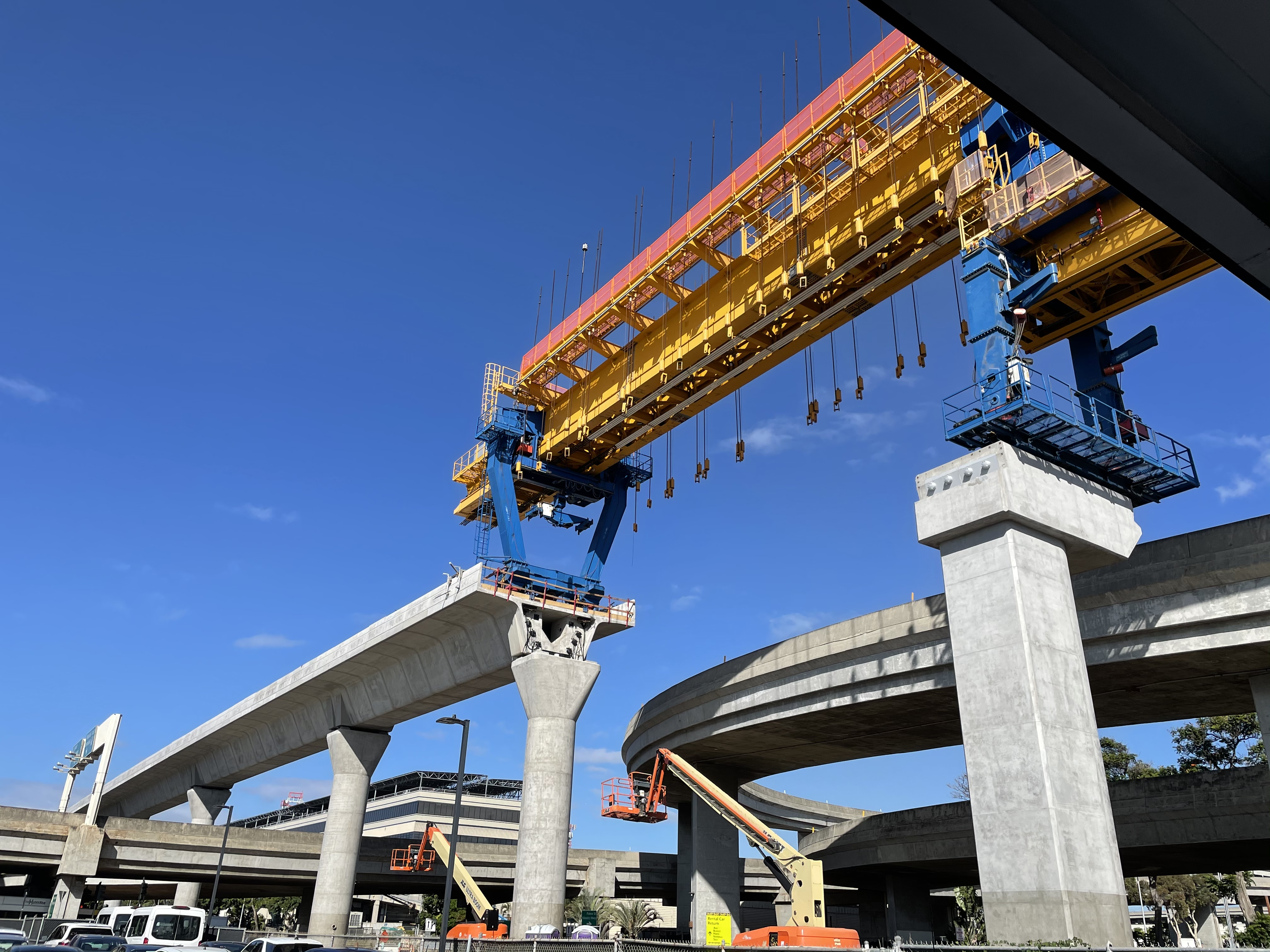
Строительство линии

После долгих обсуждений совет штата одобрил дополнительный налоговый сбор в размере 2,4 млрд долларов в 2017 году, чтобы позволить завершить проект в соответствии с первоначальным планом.
Процесс заключения контракта для последнего участка длиной 6,9 км (4,3 мили), проходящего через центр Гонолулу, был приостановлен в 2015 году; процесс был возобновлён в сентябре 2017 года, а первый крупный контракт на этот участок, оцениваемый в 400 млн долларов США, был заключён в мае 2018 года.
Окончательная сумма превышает первоначальную оценку 2006 года в 4 миллиарда долларов США до 12,4 миллиарда долларов к 2021 году. Критики призвали к «судебно-медицинской экспертизе», чтобы установить причину увеличения. Закон о повышении налогов, принятый в 2017 году, также требует, чтобы аудитор штата проверял счета проекта и рассмотрения альтернатив для завершения системы. Прогнозируемый дефицит железнодорожного проекта составляет примерно 3 миллиарда долларов, а дата завершения перенесена на 2031 год.
После Сиднейского метрополитена (открыта в 2019 году) это вторая старейшая и вторая по величине сеть метрополитен в Океании.

## Влияние на выборы мэра Гонолулу
Выборы мэра 2008 года были настолько важны для проекта пропускной способности транзитной линии Гонолулу, что один наблюдатель назвал их "референдумом по  железнодорожному транзиту". Появились два кандидата для борьбы с действующим Муфтием Ханнеманом: член совета Энн Кобаяши и профессор Гавайского университета Панос Д. Преведурос. Кобаяши поддерживает систему общественного транспорта на «резиновых шинах» в противовес традиционной системе «стальные рельсы на стальных колёсах», которую предпочитает администрация Ханнемана. С другой стороны, Преведурос выступает против проектов общественного транспорта любого рода и поддерживает строительство реверсивных платных дорог на H-1, аналогичные варианты управляемых полос, которые были изучены в рамках анализа альтернатив и отклонены как нецелесообразные, а также перепроектирование существующей дорожной системы для снижения перегруженности. На внепартийных дополнительных выборах 20 сентября оба кандидата не смогли набрать большинства голосов, в результате чего был назначен второй тур Ханнеманн и Кобаяси; На всеобщих выборах 4 ноября Ханнеманн успешно защитил свою позицию, набрав 58 % голосов.
22 апреля 2008 года правозащитная группа Stop Rail Now объявила о своем намерении просить городские власти внести в бюллетень для голосования 2008 года следующее постановление: «Никакие поезда или рельсы не будут введены в систему общественного транспорта в Гонолулу». 5 августа организация Stop Rail Now попыталась подать петицию с 49 041 подписью городскому клерку Дениз Де Коста, но она была первоначально отклонена Де Коста, он заявил, что городской устав не позволяет подавать петиции после 180 дней до всеобщих выборов, поскольку формулировка петиции призывала к досрочным выборам. Компания Stop Rail Now подала иск, чтобы заставить город удовлетворить запрос, и 14 августа суд встал на сторону Stop Rail Now. 4 сентября кампания петиции Stop Rail Now окончательно провалилась, когда Де Коста решил, что только 35 056 подписей являются действительными, что намного меньше необходимых 44 525 подписей. Поскольку петиция Stop Rail Now была отклонена, городской совет 21 августа решил вынести поправку к городскому уставу на голосование, чтобы избиратели решили судьбу проекта. Мэр Ханнеманн подписал предложение на следующий день. Поправка, предложенные городским советом, не имеют прямого юридического влияния на способность города продвигать проект, но призваны дать возможность жителям Оаху выразить своё мнение о его развитии. Поправка к уставу была одобрена, 53 % голосов в пользу строительства железной дороги и 47 % - против. Большинство избирателей в Подветренном и Центральном Оаху, где будет реализован проект, проголосовали "за", в то время как большинство избирателей в Наветренном Оаху и Восточном Гонолулу, за пределами проекта, проголосовали "против". В середине 2010 года Ханнеманн ушёл с поста мэра, чтобы баллотироваться в губернаторы, а Кирк Колдуэлл был назначен временным мэром.
На муниципальных выборах в Гонолулу в 2016 году три основных кандидата снова имели разные взгляды на железную дорогу. Член городского совета Гонолулу Чарльз Джу, бывший мэр Питер Карлайл и действующий кандидат Кирк Колдуэлл баллотировались на пост мэра на платформе интеграции железной дороги. Однако Джу, республиканец, резко сократил расходы на железную дорогу, урезал средства на приобретение подвижного состава для поездов до их установки и нанял консультантов с материка. Кирк Колдуэлл также сказал, что стоимость железнодорожной линии необходимо снизить, и с тех пор уменьшил длину железнодорожной линии, которая заканчивается на Миддл-стрит. Карлайл — единственный кандидат, который поддерживает финансирование всей железнодорожной системы, заявляя, что железная дорога зашла слишком далеко, чтобы останавливаться. Кирк Колдуэлл победил на выборах и принял позицию Карлайла, согласно которой строительство железной дороги должно быть завершено немедленно.

## Задержки и перерасходы средств
В декабре 2009 года планировалось начать строительство железнодорожной линии HHCTCP, но задержки в процессе проверки проекта и получении одобрения на доклад об экологическом воздействии привели к отсрочке. В январе 2010 года губернатор Линда Лингл предложила городу изменить планы на строительство линии метро после того, как появилась информация об отчетах Федерального агентства по транспорту, в которых были высказаны опасения о снижении налоговых поступлений в связи с глобальным экономическим кризисом, в марте была проведена комиссия государством, которая заказала исследование финансового положения проекта. Государственное финансовое исследование, опубликованное 2 декабря 2010 года, показало, что проект, скорее всего, столкнется с перерасходом в размере 1,7 миллиарда долларов сверх прогнозируемой стоимости в 5,3 миллиарда долларов, и что сборы от общей налоговой ставки будут на 30 % ниже прогнозов. Тогдашний мэр Питер Карлайл (Демократ) отклонил исследование как «поврежденный товар» и «заранее преднамеренный анти-железнодорожный лозунг». Он также указал на несколько выводов, которые он считал «ошибочными» и «неточными», прежде чем прийти к выводу, что "расходы на этот неудачный, предвзятый анализ в размере трети миллиона долларов - это пугающее расточительство наших налоговых долларов". Демократический преемник Лингл, Нил Аберкромби, заявил публично, что финансовый анализ не повлияет на его решение о том, одобрить или не одобрить проект, говоря, что ответственность штата ограничивается процессом экологического обзора, а решения, касающиеся финансов проекта, принимаются городом и FTA. Губернатор Аберкромби впоследствии утвердил окончательное заявление об экологическом воздействии проекта 16 декабря 2010 года. Состоялось заседание Совета города Гонолулу 12 января 2011 года, посвященное финансовому обзору проекта, проведенному штатом. Однако на заседание не явились представители штата, которые были приглашены для выступления. 18 января 2011 года FTA опубликовало «запись решения», указывающую на то, что HHCTCP соответствовал требованиям экологического обзора, и что городу разрешено начать строительные работы по проекту. При этом были учтены все необходимые экологические факторы и аспекты, чтобы обеспечить безопасность и защиту окружающей среды в процессе строительства и эксплуатации. Это было важным решением, давшим зеленый свет для начала реализации проекта. Решение официального разрешения от FTA позволило городу начать переговоры с владельцами земель, которые будут приобретены для проекта, начать перенос линий коммуникаций, чтобы освободить место для строительства линии и станций, а также закупку подвижного состава для железнодорожной линии. Кроме того, FTA также разрешила городу начать процесс присваивания права собственности на участки земли, необходимые для строительства проекта, что было критически важно для его дальнейшего развития. В свою очередь, город начал готовиться к строительству первых участков железнодорожной линии в соответствии с графиком работ, установленным для проекта. На месте будущей станции East Kapolei, вдоль Kualakai Parkway, 22 февраля 2011 года состоялась церемония закладки первого камня будущей линии железной дороги HHCTCP. В марте 2012 года Дэн Грабаускас был нанят на трехлетний контракт в качестве исполнительного директора и генерального директора HART. В 2014 году генеральный директор HART Дэн Грабаускас объяснил некоторые из перерасходов бюджета, связанных с проектом, тем, что были поданы иски в 2011 году, из-за которых затраты на строительство первых девяти станций превысили бюджет на 100 миллионов долларов. Его заявления были опротестованы истцами в одном из дел, которые заявили, что HART могла бы провести тендер на строительство станций и что HART умышленно затянула судебные процессы, чтобы решение было вынесено только после того, как значительная часть линии была построена.

## Тестирование и дополнительные задержки
Промежуточное обслуживание на первых десяти милях линии между Ист Каполей и стадионом Алоха было запланировано на октябрь 2020 года. Однако осложнения, связанные с пандемией COVID-19, отложили начало эксплуатации на три месяца. К ноябрю 2020 года открытие снова было отложено на конец 2021 года из-за задержек в испытании оборудования.
В декабре 2020 года HART обнаружило начальный износ на путепроводах, или "лягушках". Позже было установлено, что ширина колесных фланцев поездов была примерно на половину дюйма уже на лягушках, что сказалось на способности беспилотных поездов безопасно проходить некоторые перекрёстки на необходимых скоростях для соблюдения расписания. Во время расследования также были обнаружены низкокачественная сварка и трещины, вызванные пескоструйной очисткой. В ноябре 2021 года директор департамента транспортных услуг города Гонолулу Роджер Мортон заявил, что трехмесячные испытания на местности и сертификация (проводимые компанией Хитачи) запланированы на январь 2022 года.
В декабре 2021 года было решено временно исправить сварку, чтобы позволить поездам двигаться с операционными скоростями, несмотря на более узкие колеса, с планами замены колес на более широкие во время проведения будущих работ по обслуживанию. Первый запрос на поиск подрядчиков для выполнения марганцовой сварки не дал результатов. Из-за отсутствия местных компаний, способных выполнить работу, Департамент торговли и защиты потребителей штата выдал HART исключение, позволяющее нанять подрядчиков с материка.

## Социальное воздействие
Разработка этого проекта стала объектом противоречий между экологическими, коренными и жилыми интересными группами, так как Министерство транспорта США несет ответственность за соблюдение во всей стране Закона о гражданских правах 1964 года, включая Титул VI. Жители северного побережья, побережья Вайанаэ и центральных и восточных районов острова Оаху, где проживают в основном средние и низшие классы населения, а также жители более богатых районов Гавайского Кай, Кахалы и Виндвард Оаху, платят более высокий налог на продажу, но не получают непосредственной выгоды от проекта по строительству Железнодорожного транзита. Индейцы Гавайев составляют значительную часть населения, живущего вдоль юго-западного побережья острова, где жители, как правило, находятся за чертой бедности, но проект, возможно, будет обслуживать более богатых "местных" жителей Гавайских островов, обойдя более бедное коренное гавайское сообщество. Множество исследований выявили различные преимущества, включая увеличение стоимости жилья и увеличение среднего дохода домохозяйств, которые получают жители, проживающие рядом со станцией метро; внедрение общественного транспорта является мерой государственного и частного инвестирования в сообщество.

## В кино
- В американском фильме 2014 года «Годзилла» кайдзю атакует и уничтожает поезд и виадук метрополитен Гонолулу, которые в то время фактически строились.[56][57]